# Девід Палумбо
Девід Палумбо (англ. David Palumbo; нар. 1982) — американський ілюстратор і образотворчий художник.

## Життєпис
Палумбо — син дослідника наукової фантастики Дональда Палумбо та ілюстраторки Джулі Белл, брат художника Ентоні Палумбо та пасинок ілюстратора Бориса Вальехо. Він живе у Філадельфії.
Із 2000 по 2004 рікВін вивчав живопис у Пенсільванській академії образотворчого мистецтва. у Філадельфії Його «неофіційно наставляли» Белл і Вальехо, а також навчався у художника Берта Сільвермана.
За словами дослідника наукової фантастики та критика Гері Вестфала, який завершує коротку біографію наприкінці 2012 року: «Якщо він продовжить свій шлях угору, Палумбо, можливо, зможе довести, на відміну від свого зведеного брата Доріана Вальехо, що мати відомого батька — не завжди тягар».

## Мистецтво
Як ілюстратор Палумбо працює в основному в жанрах фентезі та наукової фантастики, де він намалював обкладинки та інтер'єри для десятків книг і журналів, а також численні ілюстрації для Magic: The Gathering. Із 2008 року Палумбо також є постійним дописувачем журналу Heavy Metal як один із творців, залучених до функції Таро. Він створив ілюстрації для колекційних карткових ігор, обкладинок коміксів, обкладинок альбомів, плакатів до фільмів, обкладинок журналів, реклами та попереднього виробництва фільмів, а його ілюстрації з'являлися в таких виданнях, як Spectrum, ImagineFX і 2D Artist Magazine. Інші клієнти включають Marvel Comics, Tor.com, Lucasfilm, Night Shade Books, Pyr і Road Runner Records. Його список клієнтів також включає Acclaim Entertainment, Black Library, Riley Films, Science Fiction Book Club, Solaris Books, Upper Deck Entertainment і Wizards of the Coast.
Він часто використовує моделі з труп Cabaret Red Light і Revival Burlesque.
З 2003 року Палумбо демонструє власні роботи в галереях образотворчого мистецтва. Відтоді він виставлявся в галереях Філадельфії, Нью-Йорка, Чикаго, Лондона та Парижа. У 2010 році видавництво Brand Studio Press випустило збірку оголених образів Палумбо.